# Xtreme Couture Mixed Martial Arts
Xtreme Couture Mixed Martial Arts — американский клуб бойцов смешанного стиля (ММА), один из ведущих клубов в подготовке бойцов смешанных боевых искусств, который основал и возглавляет бывший чемпион Ultimate Fighting Championship (UFC) и бывший соучредитель Team Quest, Рэнди Кутюр. Xtreme Couture была основана с залом в Лас-Вегасе, и с тех пор, по франшизе отделения клуба  распространилась на другие города в США и Канаде.

## Тренеры и инструкторы
В зале в Лас-Вегасе есть несколько известных преподавателей ММА, включая Рона Фрейзера, Рэя Сефо, Джейка Боначчи, Лэнса Фреймута, Брайана Кека, Джила Мартинеса и других.

## Известные бойцы
В Xtreme Couture входят такие известные бойцы, как:
- Рэнди Кутюр
- Алистар Оверим
- Витор Белфорт
- Хит Херринг
- Кевин Рэндлмен
- Франсис Нганну

и другие.